# Федеральне агентство повітряного транспорту (Росія)
Федеральне агентство повітряного транспорту (рос. Федеральное агентство воздушного транспорта), також відоме як Росавіація (рос. Росавиация) або ФАПТ — федеральний орган виконавчої влади, відповідальний за нагляд за галуззю цивільної авіації в Росії зі штаб-квартирою в Москві.
ФАПТ також відома як Адміністрація цивільної авіації Російської Федерації (АЦАРФ). Федеральне агентство повітряного транспорту регулярно співпрацює з Міждержавним авіаційним комітетом у розслідуванні авіаційних аварій та інцидентів.

## Історія
Федеральне агентство повітряного транспорту було створено у 2004 році президентом Росії Володимиром Путіним. 9 березня 2004 року Путін видав указ «Про систему і структуру федеральних органів виконавчої влади», згідно з яким було створено федеральне агентство. Агентство отримало багато функцій скасованого раніше Міністерства транспорту Російської Федерації.

### Російсько-українська війна
Наприкінці березня 2022 року на Федеральне агентство повітряного транспорту було здійснено кібератаку після російського вторгнення в Україну. Внаслідок атаки система Росавіації була паралізована: масові збої в роботі стали причиною переходу Росавіації до паперового документообігу, про що повідомило саме агентство:
У зв'язку з тимчасовою відсутністю доступу до мережі Інтернет та збоями в роботі системи електронного документообігу Росавіації федеральне агентство повітряного транспорту переходить на паперовий документообіг. Порядок документообігу визначається чинною інструкцією з діловодства. Обмін інформацією буде здійснюватися по каналу АФТН (для термінових коротких повідомлень) і поштою. Просимо довести цю інформацію до відома всіх організацій цивільної авіації.
Через бюджетні обмеження Росавіація не мала належного резервного копіювання зламаних даних, внаслідок чого частина з них була знищена без можливості відновлення. Загалом було видалено близько 65 терабайт даних.

## Функції
Основними функціями Федерального агентства повітряного транспорту є:
- Організація виконання федеральних цільових програм і федеральної адресної інвестиційної програми;
- Надання державних послуг, що мають суспільну значущість, на встановлених федеральним законодавством умовах невизначеному колу осіб, зокрема, з метою: реалізації комплексу заходів з організації забезпечення виконання міжнародних і внутрішніх польотів; реалізації комплексу заходів, спрямованих на забезпечення захищеності об'єктів транспортної інфраструктури і транспортних засобів від актів незаконного втручання;
- Видання індивідуальних правових актів на підставі та на виконання Конституції Російської Федерації, федеральних конституційних законів, федеральних законів, актів і доручень президента Російської Федерації, уряду Російської Федерації та Міністерства транспорту Російської Федерації;
- Федеральне агентство повітряного транспорту є керівним органом єдиної системи організації повітряного руху РФ[6].